# Hermanos Sangre
Los Hermanos Sangre son personajes ficticios que aparecen en los cómics estadounidenses publicados por Marvel Comics.
Zoe Terakes y Shakira Barrera interpretan a una versión de los personajes llamados "Hermanos Sangre" en la serie del Universo cinematográfico de Marvel para Disney+, Ironheart (2025).

## Historial de publicación
Los Hermanos Sangre aparecieron por primera vez en Iron Man # 55 (febrero de 1973) y fueron creados por Jim Starlin.
Después de su debut, los Blood Brothers regresaron en una historia de Starlin / Friedrich en Marvel Feature # 12 (noviembre de 1973), nuevamente luchando contra el superhéroe Iron Man, aquí se unieron al miembro de Fantastic Four, The Thing. Los Hermanos Sangre continuaron como antagonistas de Iron Man en Iron Man # 88-89 (agosto-octubre de 1976), luego desaparecieron de la publicación durante varios años antes de resurgir para luchar contra el equipo de superhéroes titular en The Avengers # 252-253 (febrero - marzo de 1985). Después de las apariciones en Quasar # 12 (julio de 1990) y X-Men vol. 2, # 107 (diciembre de 2000), cambiaron temporalmente las alianzas para ayudar a los superhéroes de la Tierra contra una amenaza común en la miniserie de tres temas Máxima seguridad (diciembre de 2000 - enero de 2001; dos primeros números publicados el mismo mes). Luego fueron vistos como fugitivos de la prisión interplanetaria en la Tierra en la miniserie de cuatro números Drax the Destroyer # 1-4 (noviembre de 2005 - febrero de 2006), donde murió un Hermano Sangre.
No están relacionados con la banda de motociclistas de alta tecnología, los "Hermanos Sangre", vistos en X-51 # 10-12 (mayo-julio de 2000).

## Biografía ficticia
Gh'Ree y R'Hos Sangre,los Hermanos Sangre son grandes alienígenas gemelos parecidos a simios llamados Roclites originalmente al servicio del loco Titán, Thanos, actuando como los guardianes de su primera base en la Tierra.Cuando Iron Man recibe una señal mental enviada por un Drax el Destructor encarcelado, se convierte en un objetivo para los Hermanos de Sangre, que lo emboscan y lo llevan a la base de Thanos donde se encuentra Drax. Cuando los dos héroes dominan a los hermanos, Thanos detona una explosión, obligando a los héroes a huir, dejando atrás a los Hermanos Sangre.Cuando Thanos luego obtenga el Cubo Cósmico, Iron Man regresa a la base de Thanos para buscarlo, y los Hermanos Sangre lo toman por sorpresa, quienes aún están vivos y siguen siendo leales a Thanos. Intentan matar a Iron Man, pero él y The Thing, que vieron el vuelo de Iron Man en lo alto y lo siguieron a la base, dominan a los Hermanos Sangre. Con los secuaces derrotados por segunda vez, Thanos teletransporta a los Hermanos Sangre a un lugar no revelado.
Reaparecen años más tarde al servicio del villano, el Controlador, y luchan contra Iron Man una vez más. Iron Man los derrota a ambos con la ayuda del héroe Daredevil. Algún tiempo después, el ejército de los Estados Unidos descubre la antigua base terrestre de Thanos en Arizona y, después de activar parte de la maquinaria, se teletransporta accidentalmente en los Hermanos Sangre. Los dos luchan contra los Vengadores y finalmente son derrotados por el hermano de Thanos, Eros.
Los Hermanos Sangre están presos, pero más tarde se liberan por el héroe Quasar y quedan en el planeta Marte. Más tarde se quiere detener el avance de Rogue de los X-Men desde el rescate de un mutante extraterrestre de la carrera Skrull. Los hermanos después luchar junto a los metahumanos de la Tierra contra una invasión de Ego el Planeta Viviente, pero más tarde están aprisionados con los criminales alienígenas Paibok el Poderoso Skrull y Lunatik. Ellos finalmente escapan y aterrizan en la Tierra. Ayudan a esclavizar a un pequeño pueblo de Alaska en un intento de diseñar una nave espacial digna. Esta falla, debido a la intervención de Drax el Destructor, donde un hermano es al parecer lo mató. El segundo hermano, sin embargo sobrevive, y más tarde se ve escapar de la balsa, una prisión flotante para supervillanos.
El Hermano Sangre sobrevive y más tarde se une a Capucha y su imperio criminal, y ayuda a combatir el extranjero carrera de cambio de forma de los Skrulls durante la invasión Skrull de la Tierra. Él se une a la banda de Capucha en un ataque contra los Nuevos Vengadores, que estaban esperando a los Vengadores Oscuros en su lugar. Cuando Jonas Harrow, uno de los muchos miembros del sindicato de Capucha, se desarrolla un escurridor de energía, el hermano sobreviviente es parte del grupo escindido que se forma y se rebela contra la estructura de poder de Norman Osborn. La mayor parte de este enfrentamiento tiene lugar en el Times Square de la ciudad de Nueva York. Esto termina cuando Harrow es asesinado por Capucha.
Una vez más, bajo el mando de Norman Osborn, el Hermano Sangre es parte de las muchas fuerzas villanas transmitidos en el marco de cerco de Asgard, un plan que termina con graves heridas del hermano.
En la serie de cruce El Vortex Negro, el hermano sangre se demuestra que está consumiéndose sin fuerza de la vida de su hermano para sostenerlo. El señor cuchillo le expone al artefacto titular, lo que lo transforma en una nueva forma, más potente (que Cuchillo bautiza al Hermano Sangre), y lo induce a sus Señores Slaughter, otros seres que han estado expuestos a las energías del vórtice.
Durante la historia de Vengadores: ¡Standoff!, los Hermanos Sangre eran internos de Pleasant Hill, una comunidad cerrada establecida por S.H.I.E.L.D. Intentaron matar al agente de S.H.I.E.L.D., Avril Kincaid en el Centro de Cuidado diurno de Pleasant Hill solo para ser derrotados por Sam Wilson, el actual Capitán América y Soldado de Invierno.
Los Hermanos Sangre luego aparecen como miembros de la Legión Letal del Gran Maestro, donde compiten contra el Orden Negro del Retador en un concurso donde la Tierra es el campo de batalla.

## Poderes y habilidades
Tienen tremenda resistencia y durabilidad de cada Hermano Sangre depende de su proximidad a su gemelo.Al estar de pie juntos, los dos tienen un alto grado de fuerza sobrehumana, pero si se separan debilitan por debajo incluso los niveles humanos normales. Los hermanos también drenar la sangre de la víctima en la forma de un vampiro, aunque no está claro en cuanto a si confiar totalmente en la sangre en busca de sustento.

## En otros medios

### Televisión
- Los Hermanos Sangre aparecen en la primera temporada de Avengers Assemble, episodio "Héroes Hulkificados", con las voces de David Kaye y Liam O'Brien.[21][22][23]Estas versiones son matones independientes y exluchadores que trabajan para Iron Skull.
- Los Hermanos Sangre aparecen en la segunda temporada de Guardians of the Galaxy, ambos con la voz de Kevin Michael Richardson.[21][22][24]Estas versiones pueden fusionarse en un cuerpo singular a voluntad y compartir cualquier dolor que se les inflija.
- Dos personajes, vagamente inspirados en los Hermanos Sangre, aparecen en Ironheart (2025). Ellos son humanos identificados como Hermanos Sangre, cuyos nombres reales son Jeri y Roz, interpretados por Zoe Terakes y Shakira Barrera, respectivamente.[25]Estas versiones son atletas a quienes se les prohibió participar en deportes competitivos y se convirtieron en luchadores callejeros antes de ser contratados para trabajar como ejecutores del Hood. Ellos y sus compañeros fueron despedidos después de descubrir la muerte de Rampage.

### Videojuegos
Los Hermanos Sangre aparecen como jefes en Guardianes de la Galaxia, con las voces de Kwasi Songui y Christian Jadah.Estas versiones son Rosson y Garek Blood,cazarrecompensas y miembros de la Legión Letal.